# 卡尔·希利
卡尔·希利（英語：Carl Healey，1987年3月29日—），澳大利亚男子草地滚球运动员。他曾代表澳大利亚参加2022年英联邦运动会草地滚球比赛，获得男子四人银牌。